# Teckomatorp
Teckomatorp is een plaats in de gemeente Svalöv in Skåne de zuidelijkste provincie van Zweden. De plaats heeft 1644 inwoners (2005) en een oppervlakte van 121 hectare.

## Verkeer en vervoer
Bij de plaats lopen de Riksväg 17 en Länsväg 106.
De plaats heeft een station aan de spoorlijnen Rååbanan, Göteborg - Malmö, Malmö - Billesholm en goederenlijn Ängelholm - Arlöv.

## Geboren in Teckomatorp
- Anders Svensson (1939-2007), voetballer
- Jalmar Sjöberg (1985), worstelaar
- Max Svensson (1998), voetballer